# Fettschwanz-Rennmaus
Die Fettschwanz-Rennmaus (Pachyuromys duprasi) ist eine Art der Rennmäuse und die einzige Art der Gattung Pachyuromys.
Meist wird sie den „echten Rennmäusen“ (Gerbillini) zugeordnet, neuere Untersuchungen deuten jedoch auf eine basale Stellung innerhalb der Rennmäuse und eine engere Verwandtschaft mit der Brauer-Rennmaus hin. Benannt nach Hippolyte Dupras wurde sie 1880 von Fernand Lataste beschrieben. Sie ist nicht gefährdet und wird als Versuchs- und Heimtier gehalten.
Wie die Brauer-Rennmaus ist sie eine der spezialisiertesten wüstenbewohnenden Rennmäuse.
Ihr Verbreitungsgebiet ist der Nordrand der Sahara und sie bewohnt spärlich bewachsene Halbwüsten auf unterschiedlichen Böden, darunter Sand und Kies. Neben Blättern und Samen ernährt sie sich von Insekten und nimmt in menschlicher Obhut gerne lebende Grillen an.
Mit dem, ohne Schwanz, etwa neuneinhalb bis zwölf Zentimeter langen Körper und dem nur gut halbkörperlangen Schwanz wirkt sie wie eine größere Ausgabe der Brauer-Rennmaus.
Von den meisten anderen Rennmäusen unterscheidet sie sich durch den nahezu rundlichen und plumpen Körper, die eher kurzen Beine, den kurzen, verdickten Schwanz sowie die kurze und spitze Schnauze, die eher an einen Hamster als an eine Rennmaus erinnert.
Im Gegensatz zu allen anderen Rennmäusen vermag sie in ihrem Schwanz Fett für nahrungsarme Zeiten zu speichern.
Besonders in menschlicher Obhut kann dieser keulenförmig anschwellen. Ihre Paukenblasen, die dem Hören in offener Landschaft besonders weit tragender, tiefer Töne dienen, sind besonders groß und dadurch empfindlich. Sie ragen hinten weit über den Schädel hinaus und übertreffen das Hirnvolumen erheblich.

## Körpermerkmale

### Äußeres

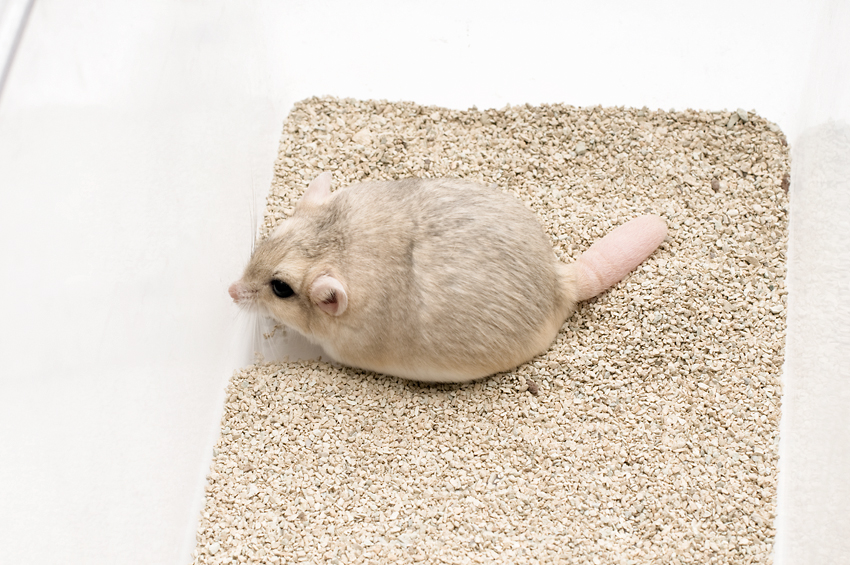
Einjährige Fettschwanz-Rennmaus

Der Körper der Fettschwanz-Rennmaus ist stämmig.
Die Ohrmuscheln sind abgerundet, so lang wie das Fell und stark nach innen gewölbt. Die Beine sind kurz und kräftig, die Fußwurzeln kurz. An den Vorderpfoten befinden sich vier Zehen, an den Hinterpfoten fünf. Die Krallen sind gebogen und spitz,
die der Vorderpfoten sind deutlich verlängert.
Die Sohlen der Vorder- und Hinterpfoten sind teilweise behaart. Die Ballen einschließlich des Großzehballens sind denen der Eigentlichen Rennmäuse und der Rennratten ähnlich.
Das Fell ist lang und flauschig,
oberseits hell gelblich grau bis braungelblich braun. Die Unterseite, die Vorderbeine sowie die Hinterpfoten sind weiß.
Der Bereich um den Mund ist teilweise pigmentiert. Die Ohrmuscheln sind ebenfalls pigmentiert und spärlich behaart. An ihrem vorderen Ansatz befindet sich ein Büschel langer, zimtfarbener Haare und hinter jeder Ohrmuschel befindet sich ein weißer Fleck.
Der Schwanz ist nahezu unbehaart,
zweifarbig, oberseits wie die Körperseiten, unterseits weiß und weist keine Quaste auf.
Er dient als Speicherorgan für Fette, die aus dem Fettgewebe verstoffwechselt werden können, und somit für Wasser. Ein dünner, faltiger Schwanz weist auf Mangelernährung oder eine Erkrankung hin.
Laut Kingdon (1997) beträgt die Kopf-Rumpf-Länge der Fettschwanz-Rennmaus 105 bis 135 Millimeter, die Schwanzlänge 45 bis 61 Millimeter und das Körpergewicht 30 bis 65 Gramm.
Niethammer (1988) gibt die Kopf-Rumpf-Länge mit 95 bis 120 Millimetern, die Schwanzlänge mit 50 bis 65 Millimetern und das Körpergewicht mit 20 bis 45 Gramm an.
Die Körpermaße männlicher und weiblicher erwachsener Tiere sind nahezu gleich.

### Schädel
Der Schädel der Fettschwanz-Rennmaus ist länglich und in der Draufsicht wegen der enorm aufgeblähten Paukenblasen dreieckig. Die Knochenleiste (Crista supraorbitalis) über der Augenhöhle ist schwach entwickelt und reicht nach vorne nicht bis zum Hinterrand des Tränenbeins, die seitliche Leiste (Crista parietalis) am Scheitelbein ist unscheinbar. Das Zwischenscheitelbein ist schmal und dreieckig mit nach hinten gerichteter Spitze. Die Vorderfläche der Paukenblase liegt vor dem Foramen ovale des Keilbeins und ihr Hinterrand ragt weit über den Hinterrand von Supraoccipitale und Paroccipitale des Hinterhauptsbeins hinaus. Die Fossa subarcuata des Felsenbeins ist klein, die Fossa mastoidea dagegen sehr groß und nach hinten durch eine Vereinigung des absteigenden Knochenfortsatzes des Supraoccipitale und des aufsteigenden Teils des Processus suprameaticus des Schläfenbeins verschlossen. Der äußere Gehörgang ist angeschwollen und berührt den Jochbeinfortsatz des Schläfenbeins. Es ist ein Nebentrommelfell (Tympanum accessorium) vorhanden. Supraoccipitale und Basioccipitale des Hinterhauptsbeins sind schmal und durch die aufgeblähten Paukenblasen eingeengt. Der Paroccipitalfortsatz ist länglich, dünn und mit der Wand der Paukenblase verwachsen. Die Fossa parapterygoidea des Keilbeins ist tief, von der Paukenblase eingeengt und weist in der oberen Wand einen großen Durchbruch auf. Der abgerundete Vorderrand der Jochbeinplatte reicht nicht bis zur Naht zwischen Zwischenkieferbein und Oberkiefer.
Bei erwachsenen Tieren sind die Knochennähte verwachsen.
Die Paukenblasen sind vollständig aufgebläht und die größten aller Rennmäuse. Sie dringen durch den Bogen des seitlichen Bogengangs (Canalis semicircularis lateralis) in das Warzenteil vor und füllen dieses vollständig aus. Dadurch weist das im inneren Aufbau einzigartige Warzenteil lediglich einen Vorhof, das Antrum tympanomastoideum auf. Die vertikale, vor der Mastoidhöhle liegende und diese von der Paukenhöhle trennende, massive Knochenwand entspricht vermutlich der Scheidewand (Septum mastoideum) der Mastoidhöhle bei den „höheren Rennmäusen“ (Rhombomyina), der Brauer-Rennmaus und den „niederen Rennmäusen“ (Gerbillina). Eine die Mastoidhöhle unten begrenzende Scheidewand ähnelt und entspricht, weil sie den seitlichen Bogengang einschließt, wahrscheinlich der Scheidewand (Septum tympanomastoideum) zwischen Paukenhöhle und Mastoidhöhle bei den „echten Rennmäusen“ (Gerbillini). Sie bliebe demnach entlang der Naht zwischen Paukenbein und Warzenteil mit der äußeren statt der oberen Wand der Paukenblase verbunden, so dass das Warzenteil weder einen unteren Vorhof (Antrum mastoideum ventralis) noch eine zugehörige Scheidewand (Septum mastoideum ventralis) ausbildet. Die hintere Zelle (Cellula mastoidea posterior) des Warzenfortsatzes öffnet sich wie bei allen „echten Rennmäusen“ zur Mastoidhöhle hin und die entsprechende Scheidewand verbindet den hinteren Bogengang (Canalis semicircularis posterior) mit der Wand des Warzenteils.
Die Umwandlung des Unterkiefers ähnelt bis zu einem gewissen Grad dem der weitestentwickelten grasfressenden Renn- und Wühlmäuse, der Großen Rennmaus und den Feldmäusen. Der horizontale Teil ist verkürzt und der Winkelfortsatz ist spitz, die aufsteigenden Äste sind dagegen verbreitert mit steilem Vorderrand. Da die Fettschwanz-Rennmaus ein generalisierter Samenfresser ist und sich darüber hinaus in beträchtlichem Maß von Wirbellosen ernährt, kann dies keine Anpassung an ihre Ernährungsweise sein. Eine andere Erklärung könnten die übermäßig vergrößerten Paukenblasen sein, die den hinteren Teil des Unterkiefers nach vorne drücken. Jedoch erklärt dies nicht, warum die aufsteigenden Äste sehr breit sind, während sie bei anderen Rennmäusen mit vergrößerten Paukenblasen schmaler wurden.

### Gebiss
| 1 | · | 0 | · | 0 | · | 3 | = 16 |
| 1 | · | 0 | · | 0 | · | 3 | = 16 |

Das für Rennmäuse typische Gebiss der Fettschwanz-Rennmaus
weist in jeder Kieferhälfte einen Nagezahn und drei Backenzähne auf. Eckzähne und Vorbackenzähne sind nicht vorhanden und die Gesamtzahl der Zähne beträgt 16. Die Nagezähne sind weiß, stark gebogen
und die oberen Nagezähne sind vorne gefurcht.
Die Backenzähne sind bewurzelt
und vom weiterentwickelt bunodonten, semilophodonten Typ mit nahezu symmetrisch angeordneten Haupthöckern und ohne zusätzliche Nebenhöcker.
Der erste obere und untere Backenzahn weist bei sehr jungen Tieren Höcker auf, die sich bei älteren Jungtieren zu Leisten entwickeln. Beim zweiten oberen und unteren Backenzahn sind keine Höcker angedeutet. Der dritte Backenzahn ist einfach und ohne seitliche Einbuchtungen. Das Schmelzmuster ähnelt eher dem der Sundevall-Rennratte als dem der Eigentlichen Rennmäuse.
Bei erwachsenen Tieren sind die Zahnleisten abgenutzt.

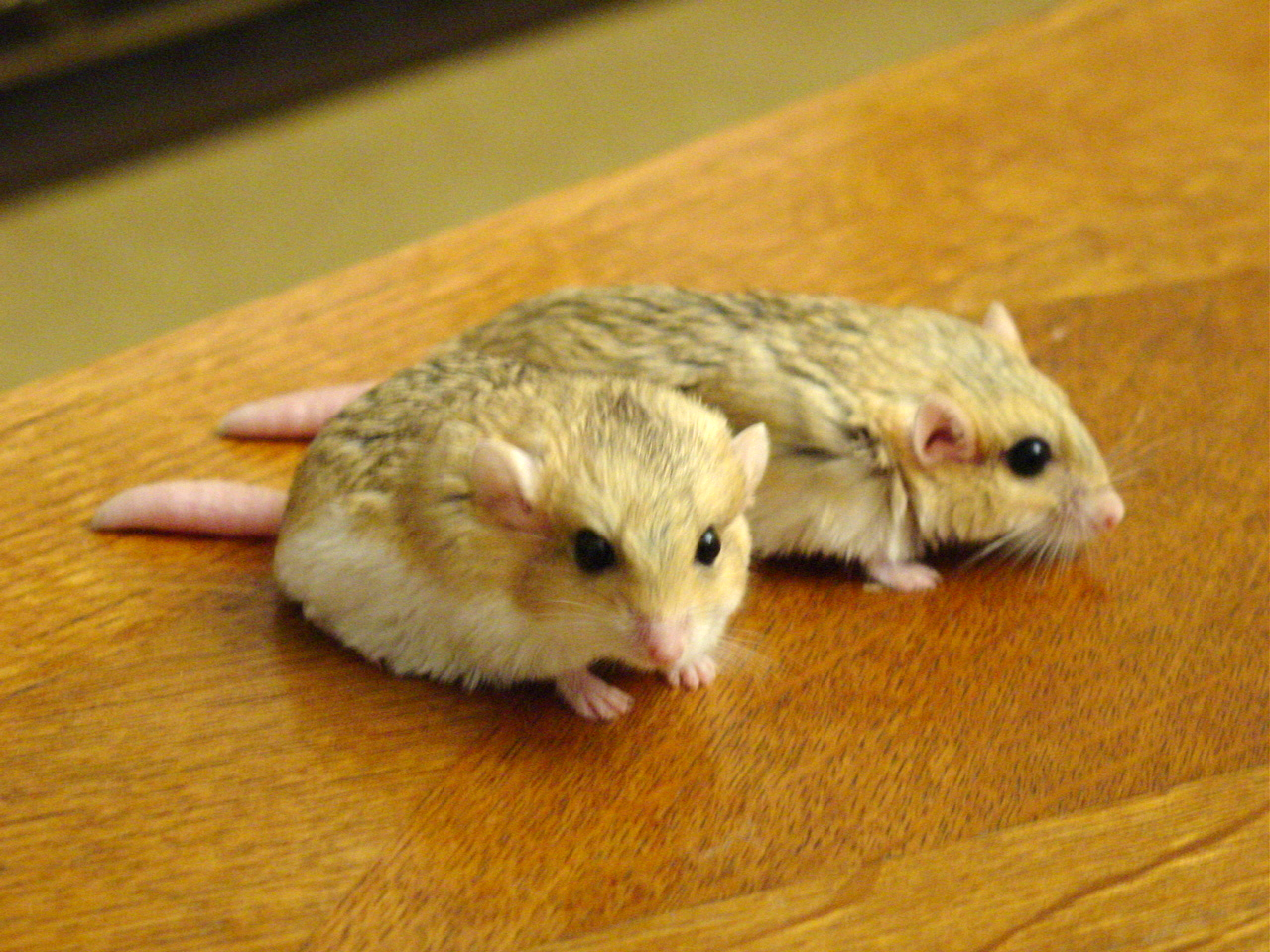
Männliches und weibliches Tier

## Lebensraum und Lebensweise

### Lebensraum
Der Lebensraum der Fettschwanz-Rennmaus ist auf die Hammada,
also Wüsten mit festem Boden, begrenzt.
Sie bewohnt sandige Gebiete mit Pflanzenwuchs sowie gelegentlich felsige Gebiete und scheint in Ägypten spärlich bewachsene Gebiete gegenüber den fruchtbareren Küstenwüsten des Mittelmeers zu bevorzugen.
In Libyen ist sie ebenfalls in den etwa parallel zu den üppigeren Küstenebenen verlaufenden Übergangswüsten am häufigsten.
Ihre Populationsdichte wird als schwankend angenommen.
In einer abgeschiedenen, sandigen Senke östlich von Bir Shafarzin wurde ein Exemplar in Beständen des Gänsefußgewächses Anabasis articulata gefangen. Ein weiteres Exemplar stammt aus einem kargen Kiesgebiet 26 Kilometer nordwestlich von Kairo. Der Fundort des Typusexemplars, Bir Victoria, ist eine kleine, flache, sandige Senke, die spärlich mit dem einsamigen Wermut Artemisia monosperma und stellenweise mit dem Bilsenkraut Hyoscyamus muticus bewachsen ist.
In Ägypten teilt sie ihren Lebensraum mit der Sundevall-Rennratte, der Kleinen Ägyptischen Rennmaus, der Anderson-Rennmaus, der Blassen Rennmaus, vermutlich mit der Großen Ägyptischen Rennmaus und mit der Kleinen Wüstenspringmaus.

### Lebensweise
Die Lebensweise der Fettschwanz-Rennmaus ist nächtlich
und sie wird in der Abenddämmerung aktiv. Ihr Bau ist in Ägypten einfach und bis zu einem Meter tief in harten Sand gegraben.
In Algerien bewohnt sie dagegen sehr komplexe Baue,
die jedoch möglicherweise nicht selbstgegraben sind.
Da sie in beträchtlichem Ausmaß umherzieht, könnte sie die Baue anderer Arten besetzen.
Die Mehrzahl der Autoren bezeichnet sie als einzelgängerisch. Andere erwähnen, dass sie in kleinen Gruppen, vermutlich ein Weibchen mit mehreren Jungtieren, lebt. Bei einem besonders guten Nahrungsangebot kommt es möglicherweise zu einem losen Zusammenschluss, bei einem schlechten Nahrungsangebot fällt sie im Winter in einen kurzen Winterschlaf.
Ihre Ernährung in der Natur ist nicht vollständig bekannt. Zur pflanzlichen Nahrung gehören Samen und Stängel
unter anderem von Anabasis articulata und Artemisia monosperma.
Darüber hinaus ernährt sie sich von Insekten und möglicherweise von Schnecken.
So deutete Setzer (1957) in Libyen den Verzehr von Landschnecken an
und in der Libyschen Wüste Ägyptens fanden Osborn und Helmy (1980) in ihrem Lebensraum angenagte Schneckenhäuser.
Früchte werden aus einer Entfernung von bis zu zwei Kilometern zum Bau gebracht und dort gelagert.
In der Labortierhaltung nimmt sie Getreide, Hackfleisch, Käse, Milch, Salat sowie Luzerne an und hat eine Vorliebe für lebende Grillen.
Zu den Fressfeinden gehören Uhu und Schleiereule, in deren Gewöllen Niethammer (1988) Schädel der Fettschwanz-Rennmaus fand.
Anpassungen gegen Fressfeinde könnten ihre grabende Lebensweise sowie die helle, auf dem Wüstenboden tarnend wirkende Fellfarbe sein.
Im Ökosystem hat die Fettschwanz-Rennmaus aufgrund der grabenden Lebensweise möglicherweise eine Bedeutung als Belüfter des Wüstenbodens. Sie dient wahrscheinlich als wichtige Beute für Vögel und übt vermutlich einen wesentlichen Einfluss auf die Populationen der Insekten und Pflanzen, von denen sie sich ernährt, aus.

## Fortpflanzung und Lebenserwartung
Über die Fortpflanzung der Fettschwanz-Rennmaus in der Natur ist nichts bekannt.
Flower (1932) berichtete von Würfen mit drei bis fünf, sieben und neun in menschlicher Obhut in den Monaten April, Mai, Juli, Oktober und November geborenen Jungtieren.
Laut Hayssen und Mitarbeitern (1993) wirft sie dagegen in menschlicher Obhut ganzjährig, der Sexualzyklus dauert durchschnittlich etwa sieben Tage, die Tragzeit beträgt 19 bis 24 Tage, die Wurfgröße beträgt zwischen einem und neun Jungtieren, gewöhnlich sind es drei bis fünf, das Absetzen erfolgt nach 29 Tagen und ein Männchen erreichte die Geschlechtsreife im Alter von zwei Monaten.
Laut Baker und Yahnke (2004) wirft sie bis zu dreimal im Jahr und Männchen sowie Weibchen werden mit drei bis sechs Monaten geschlechtsreif. Die Jungtiere sind Nesthocker
und bei der Geburt nackt, blind und hilflos.
Jones (1982) berichtete von einem erreichten Lebensalter von vier Jahren und fünf Monaten bei einem in menschlicher Obhut gehaltenen Exemplar.
Laut Baker und Yahnke (2004) kann sie ein Alter von fünf bis sieben Jahren erreichen.
Vor allem die Abnutzung der Backenzähne wirkt altersbegrenzend.

## Verhalten und Sinne
Die Fettschwanz-Rennmaus ist eher träge und verschläft den größten Teil des Tages. Sie schläft häufig ausgestreckt auf dem Rücken liegend. Wird sie im Schlaf berührt, dauert es bis zu einer halben Minute, bis sie darauf reagiert.
Osborn und Helmy (1980) bezeichnen sie als das sanftmütigste unter den ägyptischen Nagetieren. Sie beiße nie und unternehme kaum Anstrengungen zu entfliehen, wenn sie auf die Hand genommen wird.
Laut Sistermann (2006) gibt es jedoch auch sehr aggressive Exemplare, die auf jede Annäherung mit Beißen reagieren.
Flower (1932) beobachtete in menschlicher Obhut Kannibalismus und Weibchen können ihre Jungtiere fressen.
Streitende Tiere beißen sich bevorzugt in den Schwanz, wobei sie laut quieken. Die entstandenen Verletzungen können zu Infektionen und dem Verlust des Schwanzes führen. Bei harmlosen Streitereien betrommeln sich die Tiere mit den Vorderpfoten und quieken dabei. Zum Paarungsverhalten gehört ein ritualisierter Kampf, bei dem die Tiere auf den Hinterbeinen stehen, mit den Vorderpfoten miteinander ringen und dabei quieken. Ist das Weibchen nicht in Paarungsstimmung, schleudert es dem Männchen mit den Hinterbeinen Erde entgegen. Während der Aufzucht der Jungtiere vertreibt das Weibchen das Männchen häufig aus dem gemeinsamen Nest.
Am Bauch besitzen die Männchen der Fettschwanz-Rennmaus Duftdrüsen, mit denen sie ihr Revier markieren. Neben dem Geruchssinn sind Tastsinn sowie Gesichtssinn wichtig und auch der Gehörsinn ist von Bedeutung.

## Verbreitung und Bestand
Die Fettschwanz-Rennmaus ist lediglich aus dem Holozän Nordafrikas bekannt.
Ihr Verbreitungsgebiet ist der Norden der Sahara
von Marokko über Algerien, Tunesien und Libyen bis Ägypten. Vereinzelt kommt sie auch in Westsahara und Mauretanien vor.
In Ägypten ist sie in der Libyschen Wüste entlang der Küstenwüste des Mittelmeers verbreitet, insbesondere an deren südlichem Rand. Ihr Verbreitungsgebiet reicht dort von der Gegend südlich von as-Sallum bis zur Westseite des Nildeltas, einschließlich des Wadi an-Natrun und der Westseite des Niltals südlich bis Abu Roasch.
Die Weltnaturschutzunion IUCN stufte die Fettschwanz-Rennmaus 1996, 2004 und 2008 als nicht gefährdet („least concern“) ein. Begründet wird dies mit der weiten Verbreitung, dem vermutlich hohen Bestand und der Unwahrscheinlichkeit eines deutlichen Bestandsrückgangs. Sie ist häufig, die Bestände sind stabil und sie ist keinen wesentlichen Bedrohungen ausgesetzt. Maßnahmen zum Artenschutz der Fettschwanz-Rennmaus wurden nicht getroffen. Es ist nicht bekannt, ob sie in Schutzgebieten vorkommt.

## Systematik und Nomenklatur

### Äußere Systematik
Die systematische Stellung der Fettschwanz-Rennmaus innerhalb der Rennmäuse ist unsicher.
Sie ist die einzige Art der Gattung Pachyuromys
und wird meist den „echten Rennmäusen“ (Gerbillini) zugeordnet
(Pawlinow und Mitarbeiter, 1990;
McKenna und Bell, 1997;
Pawlinow, 2003;
Musser und Carleton, 2005).
Molekulargenetische Untersuchungen der mitochondrialen Cytochrom-b- und 12S-rRNA-Gene durch Chevret und Dobigny (2005) vereinen sie dagegen mit der Brauer-Rennmaus und platzieren beide basal zu den anderen Rennmäusen. Bei Untersuchungen mittels der Maximum-Likelihood-Methode erhielt die geschlossene Abstammungsgemeinschaft mit einem Bootstrap-Wert von mehr als 90 Prozent eine starke Unterstützung und wurde immer als basal zu den anderen Rennmäusen ermittelt. Die genetische Distanz zwischen beiden Arten beträgt jedoch 20,1 Prozent und liegt somit im Bereich der für die anderen Tribus ermittelten Werte, so dass Chevret und Dobigny eine Klassifizierung innerhalb eines neuen Taxons im Rang einer Tribus für gerechtfertigt halten.
Messungen mittels entspannter molekularer Uhr ergaben eine Aufspaltung der beiden Arten vor 9,69 Millionen Jahren bei einer Standardabweichung von 1,68 Millionen Jahren und eine Abspaltung von den anderen Rennmäusen vor 11,72 Millionen Jahren bei einer Standardabweichung von 1,82 Millionen Jahren.
Diese Ergebnisse widersprechen jedoch morphologischen Untersuchungen.
Beide Arten sind sehr eigentümlich und weisen keine bekannten abgeleiteten Gemeinsamkeiten auf.
Laut Pawlinow (2008) spricht die Art der Aufblähung des Warzenteils für eine Platzierung innerhalb der „echten Rennmäuse“ (Gerbillini), wenn auch mit gewisser Einschränkung. Die Weiterentwicklung des Warzenteils sei eindeutig eine abgeleitete Besonderheit der Art. Sie deute die Zugehörigkeit zur basalen Auffächerung dieser Tribus an und rechtfertige den Status als Untertribus Pachyuromyina.
Laut Tong (1989) gehört die Fettschwanz-Rennmaus zu den „höheren Rennmäusen“ (Rhombomyina) und ist die Schwesterart der Przewalski-Rennratte. Diese Hypothese basiert auf Ähnlichkeiten beim Bau der Paukenblasen und der Backenzahnkronen. So nimmt Tong eine Positionsveränderung der Scheidewand (Septum tympanomastoideum) zwischen Paukenhöhle und Mastoidhöhle bei den „höheren Rennmäusen“ hin zu der die Mastoidhöhle unten begrenzenden Scheidewand an.
Laut Pawlinow sind die Ähnlichkeiten jedoch nur oberflächlich und die Positionsveränderung der Scheidewand ist nach dem Sparsamkeitsprinzip wenig wahrscheinlich. Stattdessen spreche die unterschiedliche Position der Scheidewand für ein Schwestergruppenverhältnis mit den „höheren Rennmäusen“. Darüber hinaus seien die Backenzähne der Fettschwanz-Rennmaus eindeutig vom weiterentwickelt bunodonten Typ, während die der „höheren Rennmäuse“ dem prismatischen Typ zuzuordnen sind. Insbesondere die Backenzähne der Przewalski-Rennratte gehören zu den spezialisiertesten innerhalb der „höheren Rennmäuse“ und haben mit denen der Fettschwanz-Rennmaus nichts gemeinsam.
Karyologische Untersuchungen unterstützen allerdings die Zugehörigkeit zu den „höheren Rennmäusen“.
In einem der ersten für die Rennmäuse ausgearbeiteten, stammesgeschichtlichen Schemata ordnete Petter (1959) die Fettschwanz-Rennmaus zusammen mit der Somali-Rennmaus und einigen anderen Rennmäusen ohne weiterentwickelte Backenzähne basal innerhalb der Rennmäuse an.
Aufgrund der heute bekannten Vielfalt bei der Morphologie der Rennmäuse hält Pawlinow diese Betrachtungsweise jedoch für nicht gerechtfertigt.
Huet (1881),
Thomas (1882)
und Sclater (1899)
ordneten die Kurzohr-Rennmaus als Pachyuromys auricularis der Gattung Pachyuromys zu.
Lay (1972) hält sie aufgrund von Ähnlichkeiten des Warzenteils, das nur eine Höhle aufweist, ebenfalls als eng mit der Fettschwanz-Rennmaus verwandt.
Laut Pawlinow handelt es sich dabei jedoch um eine Parallelentwicklung, denn die Paukenblase verursachte die Aufblähung des Warzenteils entlang unterschiedlicher Eindringungswege.

### Innere Systematik
Drei Unterarten der Fettschwanz-Rennmaus können unterschieden werden:
- Pachyuromys duprasi faroulti Thomas, 1920 aus dem Westen Algeriens,
- Pachyuromys duprasi duprasi Lataste, 1880 aus dem Norden Algeriens sowie
- Pachyuromys duprasi natronensis de Winton, 1903 aus Ägypten.

Die drei Formen weisen lediglich geringe Abweichungen bei wesentlichen Merkmalen sowohl des Schädels als auch des Äußeren auf und sollten laut Thomas (1920) lediglich als lokale Unterarten angesehen werden. Die Formen duprasi und natronensis scheinen am engsten miteinander verwandt zu sein.
Daraus ergibt sich das folgende Kladogramm der Unterarten:
| N.N. | \| \| Pachyuromys duprasi duprasi \| \| \| \| \| \| Pachyuromys duprasi natronensis \| \| \| \| |
|      | \| \| Pachyuromys duprasi duprasi \| \| \| \| \| \| Pachyuromys duprasi natronensis \| \| \| \| |
|      | Pachyuromys duprasi faroulti                                                                    |
|      |                                                                                                 |
|      | Pachyuromys duprasi duprasi                                                                     |
|      |                                                                                                 |
|      | Pachyuromys duprasi natronensis                                                                 |
|      |                                                                                                 |

|  | Pachyuromys duprasi duprasi     |
|  |                                 |
|  | Pachyuromys duprasi natronensis |
|  |                                 |

### Nomenklatur
Das Typusexemplar aus Laghouat
in der nordalgerischen Sahara beschrieb Fernand Lataste am 15. November 1880 als Pachyuromys duprasi, der Typusart der neuen Gattung Pachyuromys.
Der Gattungsname Pachyuromys leitet sich von altgriechisch παχυς pachys ‚dick, fett‘, ουρα oura ‚Schwanz‘ und μυς mys ‚Maus‘ ab,
das Artepitheton duprasi von Hippolyte Dupras.
Die Untertribus Pachyuromyina beschrieb Igor Jakowlewitsch Pawlinow 1982.

## Unterarten

### Pachyuromys duprasi faroulti
Die Fellfarbe der Oberseite ist bei Pachyuromys duprasi faroulti deutlich dunkler als bei den beiden anderen Formen und graubraun bis braungelblich braun. An den Körperseiten ist sie durch ein breites, hell zimtfarbenes Band scharf von der Unterseite abgegrenzt. Dieses ist an den Backen und den Flanken wenig ausgeprägt, am Rumpf dagegen auffällig. Die Ohren sind braungelblich weiß und der äußerste Rand ist braun. Die feinen Haare des Schwanzes sind blass zimtfarben. Die Vorder- und Hinterpfoten sind dagegen wie bei der Nominatform weiß. Die Körpergröße und wesentliche Merkmale einschließlich des Schädels und des Gebisses gleichen ebenfalls der Nominatform.
Die Kopf-Rumpf-Länge des Typusexemplars beträgt 105 Millimeter, die Schwanzlänge 62 Millimeter, die Hinterfußlänge 23 Millimeter, die größte Schädellänge entlang der Mittelachse 33,2 Millimeter, die größte Schädellänge diagonal zur Rückseite der Paukenblasen 36,5 Millimeter, die Condyloincisivlänge 30,7 Millimeter, die diagonale Länge der Paukenblasen 17 Millimeter, die Bimeatalbreite 20,5 Millimeter und die Länge der oberen Backenzahnreihe 5 Millimeter.
Während der Expedition Walter Rothschilds in den Westen Algeriens im Jahr 1913 wurde bei Aïn Séfra in der westalgerischen Hochebene auf 1100 Metern Höhe ein Jungtier der Fettschwanz-Rennmaus gesammelt, dessen Fellfarbe dunkler als erwartet war. Drei erwachsene Tiere aus derselben Region sammelte Victor Faroult im Sommer 1918 bei Mécheria 100 Kilometer nordwestlich von Aïn Séfra ebenfalls auf 1100 Metern Höhe. Die Bälge wurden Rothschild übergeben, der sie Oldfield Thomas zur Untersuchung überließ. Rothschilds Vorschlag zur Benennung folgend, beschrieb Thomas das Typusexemplar am 15. Juni 1920 als Pachyuromys duprasi faroulti. Es trägt die Inventarnummer 20, 3, 1, 1 des British Museum.

### Pachyuromys duprasi duprasi
Die mehr oder weniger ocker-braungelbliche Fellfarbe der Oberseite ist bei der Nominatform Pachyuromys duprasi duprasi vergleichsweise blass und geht an den Körperseiten allmählich in das Weiß der Unterseite über. Der Rand der Ohren ist nicht dunkler. Die Fellfarbe entspricht wie die anderer Rennmäuse desselben Gebiets einem hellen Wüstenton.

### Pachyuromys duprasi natronensis
Pachyuromys duprasi natronensis ist blasser als die beiden anderen Formen. Die Fellfarbe ähnelt eher der Farbe der Sundevall-Rennratte als der Libyschen Rennratte.
Die sehr blasse, gelblich braungelbe Fellfarbe der Oberseite geht an den Körperseiten allmählich in das Weiß der Unterseite über. Der Rand der Ohren ist nicht dunkler.
Die Haare der Oberseite sind hell zimtfarben mit schwarzen Spitzen und dunkelgrauem Ansatz. An der Körperseite befindet sich ein schmaler, hell zimtfarbener Streifen, der sich entlang des Hinterbeins beinahe bis zu Ferse jedoch nicht entlang des Vorderbeins erstreckt. Der Bereich um das Auge ist wie die Körperseite gefärbt und über dem Auge befindet sich manchmal ein matter Fleck. Der Fleck hinter der Ohrmuschel ist klein und ein weißer Fleck auf dem Rumpf fehlt.
Individuelle Abweichungen können beim Farbton auftreten und an den Körperseiten können Haare mit schwarzen Spitzen vorhanden sein oder fehlen.
Ein Exemplar aus Bir Victoria (30° 24′ N, 30° 37′ O) auf dem Weg vom ägyptischen Nil zum Wadi an-Natrun beschrieb William Edward de Winton am 25. August 1903 als Pachyuromys dupresi [sic] natronensis.
Osborn und Helmy (1980) untersuchten 14, meist lebend gefangene oder ausgegrabene Exemplare: neben dem Typusexemplar aus Bir Victoria drei Exemplare aus Khatatba (30° 23′ N, 30° 50′ O), zwei weitere Exemplare aus Bir Victoria, ein Exemplar von einem Fundort 1,6 Kilometern östlich davon, drei Exemplare aus dem Wadi an-Natrun (30° 25′ N, 30° 13′ O), ein Exemplar von Kilometer 163 der Wüstenstraße von Kairo nach Alexandria, ein Exemplar von Kilometer 26 derselben Straße, ein Exemplar aus Abd El-Mawla (30° 33′ N, 29° 13′ O) sowie ein Exemplar von einem Fundort 25,6 Kilometern östlich von Bir Shafarzin (31° 19′ N, 24° 53′ O).
Setzer (1952, 1963) und Hoogstraal (1963) nennen weitere Funde bei Kom Hamada (30° 46′ N, 30° 42′ O), bei einem Fundort zwischen Kom Hamada und Bir Victoria, bei Khatatba, bei Bir Victoria, bei Kilometer 179 der Wüstenstraße von Kairo nach Alexandria, bei Kilometer 17 derselben Straße, bei Abar El-Dafa (31° 19′ N, 26° 53′ O) 36 Kilometer westlich von Marsa Matruh, bei Qatta (30° 13′ N, 30° 58′ O), bei einem Fundort westlich von Abu Ghalib (30° 16′ N, 30° 54′ O), bei einem Fundort westlich von Abu Roasch (30° 2′ N, 31° 6′ O), bei einem Fundort nahe Kairo (30° 3′ N, 31° 15′ O) sowie bei Kilometer 10,5 der Wüstenstraße von Kairo nach Alexandria.
| Maße in Millimetern                                          | Mittelwert | Wertebereich |
| ------------------------------------------------------------ | ---------- | ------------ |
| Kopf-Rumpf-Länge                                             | 108,3      | 93–121       |
| Schwanzlänge                                                 | 58,2       | 55–62        |
| Verhältnis von Schwanzlänge zu Kopf-Rumpf-Länge in Prozent   | 54,4       | 47,9–66,6    |
| Hinterfußlänge                                               | 23,3       | 22–24        |
| Ohrlänge                                                     | 14,0       | 12–16        |
| Körpergewicht in Gramm                                       | 36,5       | 22,0–44,6    |
| Occipitonasallänge                                           | 34,9       | 32,4–36,5    |
| zygomatische Breite                                          | 19,3       | 17,5–20,2    |
| Interorbitalbreite                                           | 6,2        | 5,8–6,4      |
| Nasalialänge                                                 | 13,0       | 11,7–13,8    |
| Länge der Schneidezahnlöcher                                 | 6,4        | 6,2–6,8      |
| Länge der oberen Backenzahnreihe gemessen an den Zahnfächern | 5,2        | 4,8–5,7      |
| Rostralbreite                                                | 4,9        | 4,4–5,0      |
| Höhe des Hirnschädels einschließlich der Paukenblasen        | 14,7       | 14,2–15,0    |

1. ↑  Die Angaben beziehen sich auf drei Exemplare.

## Fettschwanz-Rennmaus und Mensch
Als deutsche Trivialnamen werden „Dickschwanzmaus“ (Piechocki, 1969;
Sauermost und Freudig, 2003),
„Fettschwanzmaus“ (Niethammer, 1988)
sowie „Fettschwanz-Rennmaus“ und „Dickschwanz-Rennmaus“ (Sistermann, 2006)
verwendet.
Die Fettschwanz-Rennmaus wird als Versuchstier gehalten.
So war sie nach dem Hausmeerschweinchen eines der ersten Nagetiere, bei dem ein Vaginalpfropf festgestellt wurde.
Héron-Royer (1881) vermutete, dass dieser vor der Begattung in der Vagina gebildet und durch Haken am Penis herausgezogen oder gelöst wird. Blanchard untersuchte Gewebeproben der von Héron-Royer gesammelten Vaginalpropfe und stellte einen zentralen Teil mit einer großen Anzahl begeißelter Spermien und einen peripheren, aus erhärtetem Gebärmutterhalsschleim gebildeten Teil fest.
Laut Lataste (1882) ist der Penis jedoch glatt und ohne Haken.
Der Vaginalpfropf bilde sich wie bei anderen Nagetieren unmittelbar nach der Begattung und sorge dafür, dass die Spermien nicht aus der Vagina herausfließen. Lataste erwähnte einen Fall, bei dem ein dem Vaginalpfropf ähnliches Gebilde ohne vorherige Begattung festgestellt wurde.
Darüber hinaus wird die Fettschwanz-Rennmaus als Heimtier gehalten. Dabei bleiben Paare häufig ohne ersichtlichen Grund ohne Nachwuchs.